# مستر إنديا
مستر إنديا (بالإنجليزية: Mr. India) هو فيلم خارق للطبيعة هندي باللغة الهندية عام 1987 من إخراج شيكار كابور وإنتاج مشترك من قبل بوني كابور وسوريندر كابور تحت راية شركة نارسيمها إنتربرايزز. تم كتابة القصة والسيناريو من قبل الثنائي سليم وجاويد في ما كان آخر تعاون بينهما قبل انفصالهما. بطولة أنيل كابور، سريديفي وأمريش بوري، يحكي الفيلم قصة أرون فيرما (كابور)، عازف الكمان المتواضع والمحب للأعمال الخيرية الذي يتلقى جهاز تمويه يمنحه القدرة على الاختفاء. أثناء تأجير منزله لسداد ديونه، يلتقي بالصحفية سيما ساهني (سريديفي) ويقع في حبها. في هذه الأثناء، يخطط المجرم موجامبو (بوري) لغزو الهند.

## حبكة
موجامبو هو مجرم هدفه الاستيلاء على الهند. ومن جزيرته المخفية، يراقب كل الأفعال الشريرة التي يرتكبها أتباعه. وتُظهِر العبارات الشائعة مثل "موجامبو خوش هوا" و"يحيا موجامبو!" التي يستخدمها مرؤوسوه سلطته الكاملة على أتباعه. أرون هو عازف كمان في الشارع ورجل خير يستأجر منزلًا قديمًا لرعاية عشرة أيتام بمساعدة طباخه المسمى "كاليندر". نادرًا ما يتمكن أرون من تلبية احتياجاته وهو غارق في الديون، لذلك قرر تأجير الغرفة في الطابق الأول. سيما سوني، المستأجرة الأولى، هي صحفية محلية تصبح في نهاية المطاف صديقة للجميع. أرون يقع في حبها.
يتلقى أرون رسالة غامضة من صديق العائلة، البروفيسور سينها، تكشف أن والد أرون الراحل - وهو عالم مشهور - قد ابتكر جهاز تمويه يجعل مستخدمه غير مرئي. كان لا يزال يتعين الحصول على براءة اختراع، ولأن أرون كان الابن الوحيد، كان من مسؤوليته استكمال البروتوكول وتوقيع الأوراق. ويرى أرون هذا بمثابة فرصة. باستخدام التوجيهات الموجودة في الرسالة، وبصحبة حارسه، يدخل أرون إلى مختبر والده القديم. عندما يتم تنشيط الجهاز، فإنه يجعل مرتديه غير مرئي إلا إذا تم تركيز الضوء الأحمر عليه. يقرر أرون إبقاء هذا الأمر سراً.
بعد بضعة أشهر من استئجارها، تتم دعوة سيما إلى حفلة فخمة يستضيفها أحد معارفها، وتؤدي أغنية تحت ستار راقصة هاوايية مشهورة، لكنها غير قادرة على الحضور إلى الحفلة. بعد العرض، تكاد تقتلها مجموعة من المجرمين الذين يعتقدون أنها جاسوسة، لكن أرون يأتي لإنقاذها، ويصف نفسه بأنه شخص غير مرئي ويقدم نفسه لهم باسم "السيد الهند". وتقع سيما بعد ذلك في حب منقذها. ومع ذلك، أبقى أرون هويته باعتباره السيد الهند سرية لعدة أشهر أخرى. في أحد الأيام، يستخدم أرون الجهاز لخداع أحد أتباع موجامبو لإحباط خططه الإجرامية؛ ويبلغ تابع موجامبو رئيسه بالحادثة.
وبعد ذلك، يقوم موغامبو بزرع قنابل على شكل ألعاب في الأماكن العامة. تينا - إحدى الأيتام الذين يقيمون في منزل أرون - تجد الفخاخ وتأخذها، مما يؤدي إلى وفاتها. يتم القبض على أرون وسيما وكليندر والأيتام الآخرين من قبل أتباع موجامبو باعتبارهم المشتبه بهم الرئيسيين وإحضارهم للاستجواب أمامه. يقوم موغامبو بتعذيبهم حتى يتمكن من الكشف عن هوية السيد إنديا وموقع الجهاز. يعترف أرون في النهاية بهذا عندما يهدد موجامبو بقتل طفلين؛ ولكن لأن أرون فقد الجهاز عن طريق إسقاطه عن طريق الخطأ في مكان ما أثناء القبض عليه، فإنه لا يستطيع أن يصبح غير مرئي لإثبات نفسه. يرسلهم موجامبو إلى الأبراج المحصنة مؤقتًا.
تمكنوا من الهروب بعد سرقة المفاتيح من الحارس. في هذه الأثناء، تقوم حركة موجامبو بتفعيل أربعة صواريخ باليستية عابرة للقارات، والتي من المقرر أن تدمر الهند بأكملها. يواجهه أرون، ويتقاتل الاثنان، ويفوز أرون باليد العليا. ولكن عندما كان على وشك إيقاف الصواريخ، حذر موجامبو من أن جميع الحاضرين سوف يموتون إذا نجح أرون. ومع ذلك، يقوم أرون بإلغاء تنشيط الإطلاق، وتنفجر الصواريخ على منصة الإطلاق. يتمكن أرون وسيما وكليندر والأطفال من الهروب؛ ويتم تدمير قلعة موجامبو ويموت موجامبو. يعيش أرون وسيما وكليندر والأطفال في سعادة دائمة والهند كلها تشكر وتهنئ السيد الهند.

## الممثلون
- أنيل كابور بدور أرون فيرما المعروف باسم مستر إنديا
- سريديفي بدور سيما سوني
- أمريش بوري بدور موجامبو
- أشوك كومار بدور البروفيسور سينها
- أنو كابور بدور السيد جايتوندي، محرر صحيفة سيما
- راميش ديو كمفتش شرطة
- أجيت فاتشاني بدور تيجا
- بوب كريستو بدور السيد وولكوت
- هاريش باتيل بدور روبشاند
- أنجان سريفاستاف بدور بابورام
- ساتيش كوشيك كالتقويم

## الموسيقى التصويرية
قام الثنائي لاكسميكانت–بياريلال بتأليف الموسيقى التصويرية للفيلم بكلمات كتبها أختر. عنوان أغنية "هاوا هاواي" - في البداية "كاهاتي هاين موجكو هاوا هاواي" ("يسمونني هاوا هاواي") - نشأ من العبارة الأردية "بهاي كاهان هاوا هاواي غوم راهي هو؟" ("أخي، كيف تطفو؟"). استخدم أختر كلمة "هاوا هاواي" فقط لأنه شعر أنها "أكثر إثارة للاهتمام". كيشور كومار، أنورادها بودوال، كافيتا كريشنامورثي، أليشا تشيناي وشابير كومار غنى الأغاني. كان من المقرر في الأصل أن تغني آشا بهوسل أغنية "هاوا هاواي" لكن لاكشميكانت-بياريلال اختارا كريشنامورثي بعد أن قررا أنها الخيار "الأمثل".
| #  | عنوان                                                    | المدة |
| -- | -------------------------------------------------------- | ----- |
| 1. | "Kate Nahin Kat Te"                                      | 6:37  |
| 2. | "Karte Hain Hum Pyaar Mr. India Se"                      | 6:36  |
| 3. | "Zindagi Ki Yahi Reet Hai" (Part 1)                      | 5:13  |
| 4. | "Hawa Hawai"                                             | 7:02  |
| 5. | "Zindagi Ki Yahi Reet Hai" (Part 2)                      | 1:25  |
| 6. | "Parody Song"                                            | 9:24  |
| 7. | "Zindagi Ki Yahi Reet Hai" (Part 3 - Khelate Khelate Ek) | 1:29  |

## روابط خارجية
- مستر إنديا على موقع IMDb (الإنجليزية)
- مستر إنديا على موقع الموسوعة البريطانية (الإنجليزية)
- مستر إنديا على موقع روتن توميتوز (الإنجليزية)
- مستر إنديا على موقع نتفليكس (الإنجليزية)
- مستر إنديا على موقع أول موفي (الإنجليزية)
- مستر إنديا على موقع قاعدة بيانات الفيلم (الإنجليزية)
- مستر إنديا على موقع ليتربوكسد (الإنجليزية)
- مستر إنديا على موقع كينوبويسك (الروسية)